# راسموس فريس
راسموس فريس هو لاعب رماية دنماركي، (ولد في Horslunde ‏ في الدنمارك 1871  م).

## وصلات خارجية
- راسموس فريس على موقع أوليمبيديا (الإنجليزية)